# Genianthus valvatus
Genianthus valvatus är en oleanderväxtart som beskrevs av J. Klackenberg. Genianthus valvatus ingår i släktet Genianthus och familjen oleanderväxter. Inga underarter finns listade i Catalogue of Life.